# Homaledra heptathalama
Homaledra heptathalama är en fjärilsart som beskrevs av August Busck 1901. Homaledra heptathalama ingår i släktet Homaledra och familjen säckmalar. Inga underarter finns listade i Catalogue of Life.